# پرمنگنات
پرمنگنات نام عمومی برای ترکیب شیمیایی حاوی یون منگنات(VII) است که  در آن منگنز در حالت اکسایش +۷ قرار دارد. یون پرمنگنات (VII) یک عامل اکسنده قوی است و دارای ساختار هندسی چهار وجهی می‌باشد . محلول‌های پرمنگنات به رنگ بنفش بوده و در محیط خنثی یا کمی قلیایی پایدار هستند. و در چند اتمی انیون ها هست

## ترکیبات
- آمونیوم پرمنگنات، NH4MnO4
- پرمنگنات کلسیم، Ca(MnO4)2
- پرمنگنات پتاسیم، KMnO 4
- سدیم پرمنگنات، NaMnO4
- پرمنگنات نقره، AgMnO4

## همچنین ببینید
- پرکلرات، یون مشابه با اتم مرکزی کلر(VII)